# Sokół maltański (powieść)
Sokół maltański – powieść detektywistyczna Dashiella Hammetta z 1930 roku, początkowo wydana w odcinkach w magazynie „Black Mask”. 
Powieść jest najbardziej znanym dziełem tego pisarza. Była wielokrotnie ekranizowana, najsłynniejszą ekranizacją jest film Sokół maltański z 1941 roku.

## Treść
W biurze detektywistycznym detektywa Sama Spade’a i Milesa Archera pojawia się piękna kobieta, przedstawiająca się jako panna Wonderly. Kobieta zleca odszukanie zaginionej siostry, rzekomo uwiedzionej i uprowadzonej przez kryminalistę Floyda Thursby'ego. Detektywi przyjmują sprawę i podejmują się śledzić Floyda. Parę godzin później, w niejasnych okolicznościach, ginie zarówno Floyd, jak i śledzący go Miles. Spade usiłuje wyjaśnić śmierć wspólnika, jednak sam jest przez policję podejrzewany o zabójstwo. Także żona Milesa, która miała z Samem romans, sądzi, że zamordował wspólnika dla niej i liczy na to, że się teraz z nią ożeni. By wyjaśnić sprawę, Sam udaje się do klientki, która nie była z nimi do końca szczera. Okazało się, że jej prawdziwe nazwisko to Brigit O'Shaughnessy, a historia z siostrą była zmyślona. Brigit nie chce wyjawić powodów swojego zachowania, ale jednocześnie błaga detektywa o pomoc, czując się zagrożona. Jakiś czas później do biura detektywa przychodzi mężczyzna, Joel Cairo, który chce odzyskać pewną bezcenną statuetkę. Najpierw grozi Samowi bronią, a kiedy zostaje obezwładniony oferuje pieniądze za pomoc. Sam zaczyna podejrzewać, że statuetkę posiada Brigit, ale nie jest w stanie niczego od niej wydobyć. Okazuje się, że zna ona Caira. Sam organizuje więc konfrontację w swoim domu między nią a Cairem, co kończy się awanturą. Wkrótce potem z Samem kontaktuje się tajemniczy Gutman, bogaty człowiek, który opowiada mu historię sokoła maltańskiego, cennej figurki, którą pragnie mieć. Oferuje mu duże pieniądze za pomoc w odnalezieniu jej. Sam jest już pewien, że Brigit zna miejsce jej ukrycia, tym bardziej, że jej zachowanie wydaje mu się coraz bardziej podejrzane. Nie przeszkadza mu to nawiązać z nią romansu.

## Ekranizacje
Na podstawie powieści powstało kilka adaptacji filmowych. Z których najbardziej znaną jest Sokół maltański z 1941 w reżyserii Johna Hustona. Jest pierwszym filmem z gatunku noir. W roli głównej wystąpił Humphrey Bogart i Mary Astor.